# バスメディア
バスメディア（BUS MEDIA）は、千葉県松戸市にあったバス研究社が発行していたバス専門雑誌。1986年1月創刊（最初は1985年創刊、1986年1月に正式創刊）。編集長の加瀬谷大演（かせがい だいえん）の個人編集による同人誌に近いものであったが、バス趣味専門誌としては日本初のものである。季刊誌であったが年5・6回発行の年もあり、事実上の不定期刊だった。
主に定期購読による通信販売で流通していたが、東京・神田神保町の書泉グランデなど一部書店での取り扱いもあった。

## 概要
編集長以外に専属編集者を置かないため、読者投稿を中心とした誌面構成で、読者投稿ページは10ページ以上に及ぶ号もあった。特集を組む号もあったが決まった特集はなく、バス事業や運行に関する研究、高速バスの新路線の乗車体験記、バス紀行文など、多彩な内容を扱っていた。また、全国各地で物置などに再利用されているバス車両の廃車体を紹介するコーナーがあった。
創刊時からのキャッチコピーは「技術と情報の月刊誌」だったが、常連投稿者間の対立を機に1995年9月、通巻53号より「読者と共にバスの未来を探る」へ変わった。また製本も中綴じからオフセット印刷に変更された。印刷と製本は一貫して東京リスマチックが担当していた。
1990年頃まではバス趣味者のみならずバス事業者にも広く愛読されてきたが、秋頃に発行された28号を境に、バスファンを重視した読者偏重の誌面構成に転じ、また1990年に『バスラマ・インターナショナル』の創刊も影響して事業者サイドの読者離れが進んだ。逆に歯に衣着せぬ意見が多かったことから、バス運転手など現場サイドからの支持は高かった。
投稿者から、慶應義塾大学大学院 システムデザイン・マネジメント研究科および医学部特任准教授であった西山敏樹等、公共交通の研究者も輩出している。後に政治家に転身した東国原英夫のブレーンとして知られる唯是一寿も、1980年代後期の常連投稿者であった。
また、東京都清瀬市の貸切バス事業者「バスウェイ」の創業者（社長・運行部長）は『バスメディア』をきっかけに交流を持ち、バス趣味団体「東京バスリサーチ」を結成。これが「バスウェイ」設立へ発展した。
『バスメディア』は通刊64号まで発行されたが、1997年10月9日、編集長の加瀬谷が65号の編集作業中に脳梗塞で倒れ、その2日後の10月11日に急逝した。享年73。これに伴い刊行継続が困難となり、64号をもって休刊（事実上の廃刊）とされた。急逝だったため誌面での休刊告知はなく、編集長遺族が定期購読者あてに通知した喪中ハガキにより、読者は休刊を知ることとなった。

## 発行号
- VOL1、No.7、1985年7月発行（創刊号）
- VOL1、No.9、1985年9月発行、特集：ダブル&スーパー全員集合
- VOL1、No.10、1985年10月発行、特集：バス用品百科
- VOL1、No.11、1985年11月発行
- 通巻1号、VOL2、No.1、1986年1月発行（通巻創刊号）、特集:高速バスのすべて
- 通巻4号、VOL2、No.2、1986年4月発行（通巻2・3号含む合併号）
- 通巻8号、VOL2、No.3、1986年5月発行（通巻5・6・7号を含む合併号）
- 通巻9号、（未確認）
- 通巻10号、（未確認）
- 通巻11号、VOL3、No.1、1987年（未確認）
- 通巻12号、VOL3、No.2、1988年（未確認）
- 通巻13号、VOL3、No.3、1987年6月発行
- 通巻15号、VOL3、No.4、1987年11月発行（通巻14号を含む合併号）、特集:バス用品百科
- 通巻16号、VOL4、No.1、1988年（未確認）
- 通巻17号、VOL4、No.2、1988年（未確認）
- 通巻18号、VOL4、No.3、1988年（未確認）
- 通巻19号、VOL4、No.4、1988年（未確認）
- 通巻20号、VOL4、No.5、1988年（未確認）
- 通巻21号、VOL4、No.6、1988年11月発行、特集:'88バス用品ガイド
- 通巻22号、VOL5、No.1、1989年1月発行
- 通巻23号、VOL5、No.2、1989年4月発行
- 通巻24号、VOL5、No.3、1989年7月発行、特集:成人を迎えた東名ハイウェイバス
- 通巻25号、VOL5、No.4、1989年10月発行
- 通巻26号、VOL5、No.5、1989年（未確認）
- 通巻27号、VOL6、No.1、1990年3月発行
- 通巻28号、VOL6、No.2、1990年8月発行、特集:高速バス利用の手引き
- 通巻29号、VOL6、No.3、1990年11月発行
- 通巻30号、VOL7、No.1、1991年2月発行
- 通巻31号、VOL7、No.2、1991年6月発行
- 通巻32号、VOL7、No.3、1991年7月発行
- 通巻33号、VOL7、No.4、1991年11月発行
- 通巻34号、VOL8、No.1、1992年2月発行
- 通巻35号、VOL8、No.2、1992年4月発行
- 通巻36号、VOL8、No.3、1992年5月発行
- 通巻37号、VOL8、No.4、1992年6月発行
- 通巻38号、VOL8、No.5、1992年9月発行
- 通巻39号、VOL8、No.6、1992年11月発行
- 通巻40号、VOL9、No.1、1993年1月発行
- 通巻41号、VOL9、No.2、1993年3月発行
- 通巻42号、VOL9、No.3、1993年5月発行
- 通巻43号、VOL9、No.4、1993年9月発行、高速バス特集号
- 通巻44号、VOL9、No.5、1993年11月発行
- 通巻45号、VOL10、No.1、1994年1月発行
- 通巻46号、VOL10、No.2、1994年3月発行
- 通巻47号、VOL10、No.3、1994年5月発行
- 通巻48号、VOL10、No.4、（未確認）
- 通巻49号、VOL10、No.5、（未確認）
- 通巻50号、VOL11、No.1、（未確認）
- 通巻51号、VOL11、No.2、1995年5月発行、ここで常連読者同士の対立が表面化
- 通巻52号、VOL11、No.3、1995年7月発行
- 通巻53号、VOL11、No.4、1995年9月発行、試乗特集号
- 通巻54号、VOL11、No.5、1995年12月発行
- 通巻55号、VOL12、No.1、1996年2月発行
- 通巻56号、VOL12、No.2、1996年4月発行
- 通巻57号、VOL12、No.3、1996年6月発行
- 通巻58号、VOL12、No.4、1996年8月発行
- 通巻59号、VOL12、No.5、1996年10月発行
- 通巻60号、VOL12、No.6、1996年12月発行
- 通巻61号、VOL13、No.1、1997年2月発行
- 通巻62号、VOL13、No.2、1997年4月発行
- 通巻63号、VOL13、No.3、1997年6月発行
- 通巻64号、VOL13、No.4、1997年8月発行（事実上の終刊号）

## 日本のその他のバス雑誌
- バス・ジャパン（廃刊）
- バスラマ・インターナショナル
- バスマガジン
- バスグラフィック
- バスライフ（休刊）